# Diálogos sobre los dos máximos sistemas del mundo
Diálogos sobre los dos máximos sistemas del mundo (italiano: Dialogo sopra i due massimi sistemi del mondo Tolemaico, e Coperniciano), es un diálogo escrito por Galileo Galilei en el que debate sobre el movimiento del universo en torno al sol. El libro fue publicado en Florencia el 22 de febrero de 1632 en italiano. Este libro generó una fuerte polémica al cuestionar el paradigma existente sobre el movimiento de la Tierra y devino en una acusación formal por «sospechas graves de herejía» ante la Inquisición y posterior condena del autor. El libro fue a continuación incluido en el Index de publicaciones prohibidas, del cual no fue eliminado hasta 1822.

## Argumento
En este libro —escrito con fines divulgativos en italiano y no en el latín usual de la bibliografía académica de la época— el diálogo se desarrolla en Venecia durante cuatro jornadas entre tres interlocutores sobre las visiones aristotélico-ptolemaica y copernicana del Universo.
- Salviati, defensor del sistema copernicano. Representa la propia visión de Galileo. Llamado «el académico» en honor a la pertenencia de Galileo a la Accademia dei Lincei (Accademia Nazionale dei Lincei), el nombre proviene del apellido de uno de sus amigos: Filipo Salviati.
- Simplicio, quien aboga por el sistema de Ptolomeo y Aristóteles. Es una amalgama grotesca de Lodovico delle Colombe y Cesare Cremonini, académicos de visión conservadora y rivales del autor. El nombre del personaje proviene del filósofo homónimo del siglo VI, férreo defensor de los fundamentos aristotélicos. Su posición ha sido caracterizada como una sátira del mismo papa: el propio Urbano VIII, cuando se dio cuenta de la burla y de que se habían puesto en boca de Simplicio las ideas que el pontífice manifestó en su entrevista con Galileo de 1624, montó en cólera y ordenó al Santo Oficio iniciar el proceso contra éste.[4]
- Sagredo neófito inteligente que representa la visión neutral de quien busca la verdad sin aferrarse a dogma alguno. Es nombrado en honor al amigo de Galileo, Giovanni Francesco Sagredo.

Mientras escribía el libro, Galileo se refería a la obra como el Diálogo sobre las mareas, y este fue el título con el que lo presentó a la Inquisición al pedir su aprobación: Diálogo sobre la bajamar y el flujo de los mares. Se le ordenó suprimir toda mención a las mareas del título y cambiar el prefacio, con el argumento de que dar permiso para ese título implicaría aprobar la teoría subyacente sobre el referido fenómeno, que intentaba demostrar el movimiento de la Tierra desde un punto de vista puramente físico. Como resultado, el título formal fue reducido a Diálogo, seguido del nombre de Galileo y sus cargos académicos, con un largo subtítulo a continuación. El nombre con que se ha usualmente conocido a la obra proviene de un subpárrafo de ese largo subtítulo.
A pesar de que el libro está presentado formalmente como una consideración de ambos sistemas —no hubiera obtenido aprobación de no haber sido así— no hay duda de que el desarrollo de los argumentos copernicanos obtiene y por mucho las preferencias del autor. El personaje de Simplicio claramente se encuentra superado en inteligencia e información por el de Salviati y esta desventaja se traslada directamente al resultado del debate.
El diálogo no trata los aportes del Sistema tychónico, que era considerado como el preferido de la Iglesia católica al momento de su publicación. El sistema de Tycho tiene un tratamiento matemático similar al copernicano, y no había en ese tiempo alguna prueba empírica de su invalidez. Como ilustra su correspondencia personal, Galileo nunca tomó en serio a los desarrollos de Tycho, descalificándolos como un compromiso inadecuado y poco satisfactorio.
Una razón de la ausencia del sistema de Tycho en la obra —a pesar de muchas referencias al danés y a su trabajo— se puede buscar en la teoría de Galileo de las mareas, que proporcionaron el título original y el principio de organización del diálogo. Mientras que los sistemas de Copérnico y de Tycho son equivalentes en geometría, son absolutamente diferentes desde el punto de vista de la dinámica. La teoría de mareas de Galileo exigía el movimiento real y físico de la tierra; es decir, si hubiera sido válida, habría proporcionado la clase de prueba que el péndulo de Foucault realmente suministró dos siglos más tarde. Referente a la teoría de mareas de Galileo, no habría diferencia entre los sistemas de Ptolomeo y de Tycho.
La discusión no se limita a los asuntos astronómicos, sino que se extiende sobre buena parte de la ciencia contemporánea. Se ilustra también lo que Galileo consideraba buena ciencia, tal como la discusión del trabajo de William Gilbert sobre el magnetismo. Otras partes son importantes para la discusión, contestando a argumentaciones erróneas contra el movimiento de la Tierra. En esta categoría figura un experimento del pensamiento en el cual un hombre está debajo de las cubiertas de una nave y no puede decir si la nave está atracada o se está moviendo suavemente a través del agua: él observa el goteo de una botella, peces nadando en un tanque, mariposas volando, etcétera; y su comportamiento es exactamente igual si el barco se mueve o no. Esta es una exposición clásica del marco inercial de referencia que refuta las objeciones ingenuas sobre la naturaleza del movimiento tal y como es percibido sin el auxilio del análisis científico.
El nudo principal de las discusiones de Galileo se puede dividir en tres clases:
- Refutaciones a las objeciones interpuestas por los filósofos tradicionales; por ejemplo, el experimento del pensamiento en la nave.
- Observaciones que son incompatibles con el modelo Ptolemaico; por ejemplo, las fases de Venus, que dicho modelo excluye, o los movimientos observados de las manchas solares, para las cuales una explicación en el sentido Ptolemaico sería extremadamente compleja y físicamente implausible.
- Discusiones que demuestran la invalidez de la elegante teoría unificada de los cielos que los filósofos tradicionales sostenían, creada para probar que la Tierra era inmóvil; por ejemplo, la existencia de montañas en la Luna, de las mismas lunas de Júpiter y de las manchas solares, no podía ser explicada por la vieja astronomía.

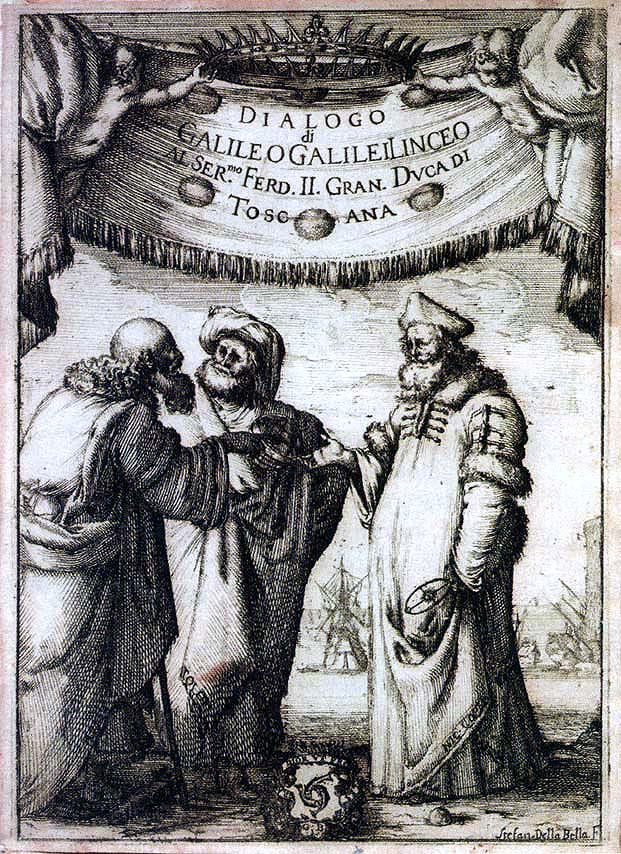
Portada del libro.

Generalmente, estas discusiones han soportado bien el continuo devenir del conocimiento de los 350 años siguientes a su publicación; pero Galileo procuró un cuarto punto de discusión:
- Explicación directa del movimiento de la Tierra por medio de una argumentación relacionada con el fenómeno de las mareas y la dinámica oceánica.

Es una línea de pensamiento incorrecta como descripción del efecto de las mareas en el movimiento terrestre, que es un fracaso a la vista de explicaciones posteriores. Pero Galileo estaba orgulloso del argumento y dedicó el cuarto día a su discusión. El grado de invalidez es, como casi todo lo que se relaciona con Galileo, asunto de controversia. Sobre el particular, Albert Einstein dijo:

Fue el anhelo de Galileo por una prueba mecánica del movimiento de la Tierra lo que lo llevó a formular una teoría incorrecta sobre las mareas. Los fascinantes argumentos en la última conversación difícilmente podrían haber sido aceptados como pruebas por el mismo Galileo, si su temperamento no se hubiera interpuesto.

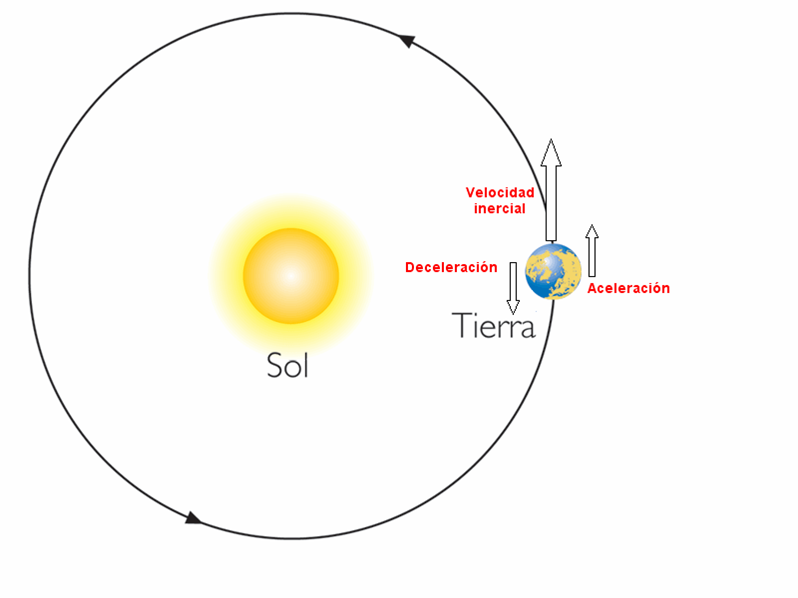
Argumento de las mareas.

La idea es presentada en la cuarta jornada del libro. Su argumento, aún equivocado, es brillante y propio del genio de Galileo. Consiste en que el movimiento rotatorio de la Tierra, al moverse en su traslación alrededor del Sol hace que los puntos situados en la superficie de la Tierra sufran aceleraciones y deceleraciones cada 12 horas, lo que, según él, sería la causa de las mareas. En esencia, el argumento es correcto, y dicha fuerza existe en realidad, si bien su intensidad es muchísimo menor que la que Galileo calcula, y, desde luego, no es la causa de las mareas. El error proviene del desconocimiento de datos importantes como la distancia al Sol y la velocidad de la Tierra. Si bien estaba equivocado, Galileo desacreditó completamente la teoría del origen lunar de las fuerzas causantes de las mareas, por falta de explicación de su naturaleza, y por el problema de la explicación de la marea alta cuando la Luna está en sentido contrario, pues alega que la fuerza sería atractiva (para quien esté situado sobre la superficie de la Tierra orientada a la Luna) y repulsiva a la vez (para quienes estén situados en la superficie de la Tierra contraria a la Luna). Sería necesario esperar hasta Isaac Newton para resolver este problema, no sólo explicando el origen de la fuerza, sino también el cálculo diferencial para explicar el doble abultamiento. Pero, aún equivocada, situada en su contexto, la tesis de Galileo presentaba menos problemas y era más plausible en su explicación de las mareas.

## Ediciones
- Beltrán, Antonio (tr.). Diálogo sobre los dos máximos sistemas del mundo ptolemaico y copernicano, Alianza Editorial, Madrid, 2011, ISBN 9788420653495.